# Abbaye de Herrenchiemsee
 (avril 2024).
Si vous disposez d'ouvrages ou d'articles de référence ou si vous connaissez des sites web de qualité traitant du thème abordé ici, merci de compléter l'article en donnant les références utiles à sa vérifiabilité et en les liant à la section « Notes et références ».
L’abbaye de Herrenchiemsee est une ancienne abbaye bénédictine puis augustinien sur l'île de Herrenchiemsee, dans la commune de Chiemsee, dans le Land de Bavière. L'église abbatiale sert de cathédrale à l'évêché de Chiemsee de 1216 à 1807, tandis que les chanoines augustins de ce monastère forment le chapitre de la cathédrale. Après la sécularisation en Bavière, les bâtiments de l'abbaye sont transformés comme le premier château de Herrenchiemsee.

## Histoire

### Fondation
Selon la tradition, l'abbaye eût été fondée par le duc Tassilon III de Bavière. Le véritable fondateur est probablement Eustache de Luxeuil. Elle est fondée (selon les dernières découvertes archéologiques) entre 620 et 629. Herrenchiemsee est le plus ancien monastère bavarois : il est construit environ soixante-dix ans avant la fondation de Saint-Pierre de Salzbourg, qui fut longtemps considéré comme le plus ancien monastère. En 730, une première église préromane en bois, l'église Saint-Sauveur, est élevée. Tassilon III la remplace par une église-halle, une basilique à trois nefs.
L'un des dirigeants documentés du monastère était l'évêque Dobdagrecus, que Virgile de Salzbourg avait amené avec lui en Bavière depuis son pays natal irlandais ; après que Virgile est ordonné évêque en 749, Dobdagrecus reprend la direction du monastère de Chiemsee. Après la déposition de Tassilon III, Charlemagne place l'abbaye de Chiemsee sous la tutelle d'Enguerrand de Metz, dirigée avant 788 par le peregrinus Doddogracus puis par Ambroise. Un autre abbé est Hrodhart (Ruadhardus abba selon le Livre de fraternité de l'abbaye de Reichenau (de)), bien qu'il reste à voir s'il prend ses fonctions après Dobdagrecus ou après Enguerrand. Le 13 janvier 804, un procès a lieu devant le Missi dominici à Aibling, au cours duquel l'archiprêtre Ellannod de Freising réclame à Liutfried, l'abbé de Chiemsee, une paroisse avec toutes les églises qu'elle contient pour Freising. La décision prise (convenietia) est que Liutfrid et son abbaye sont autorisés à conserver toutes les églises fondées par Adalschalks (homines fiscalini) et par les nobles (nobiles homines), ainsi que les dîmes des liberi homines vel barsalci. Cela signifie que la demande de Freising de supprimer l'ancien monastère ducal est rejetée.
Avec les ravages des invasions hongroises du Xe siècle, l'abbaye est réduite au statut de cellule bénédictine, qui reste cependant intacte. L'empereur Otton Ier fait don de l'intégralité de la propriété du Herrenchiemsee à l'archevêque de Salzbourg Frédéric Ier (de) en 969.

### Évêché de Chiemsee
En 1216, l'archevêque de Salzbourg Éberhard de Ratisbonne (de) fonde l'évêché de Chiemsee. Mais l'évêque de Chiemsee réside au Chiemseehof à Salzbourg. L'abbaye des chanoines augustins, fondée vers 1130, constitue le chapitre de la cathédrale de l'évêché de Chiemsee. À la tête de ce chapitre se trouve le prévôt de l'abbaye des chanoines augustins, qui est également archidiacre du seul archidiaconat de l'évêque en 1218. Le nouveau bâtiment d'une basilique romane à trois nefs, consacrée aux saints Sixte et Sébastien donnés par le pape Honoré II en 1131, est achevé en 1158. L'église abbatiale est élevée au rang de cathédrale de l'évêché de Chiemsee.
L'abbaye connaît son apogée au XVe siècle. En 1446, le prévôt Ulrich Häupl obtient le droit de porter les habits pontificaux. Après 1498, le prévôt Rupert Puetinger acquiert le titre de comte palatin du Latran, ce qui lui confère le droit lucratif de délivrer des armoiries. La mauvaise gestion et l'endettement font que l'abbaye est sous administration laïque entre 1552 et 1562. Ce n'est que sous le prévôt Arsenius Ulrich, venu de l'abbaye Sainte-Croix d'Augsbourg (de) en 1627 et qui dirige l'abbaye de l'île jusqu'en 1653, que l'abbaye se rétablit.
Une nouvelle abbaye commence à être construite en 1642, mais elle n'est achevée qu'en 1731. Entre 1676 et 1678, une nouvelle cathédrale insulaire est construite dans le style baroque par le maître d'œuvre grison Lorenzo Sciascia (de). Le maître-autel est calqué sur les autels de la cathédrale de Salzbourg par Matthias Piechlinger (Mühln-Wolfsberg) en 1684. Le Fürstenstock est construit entre 1700 et 1704 selon les plans d'Antonio Riva. De 1727 à 1730, le bâtiment de la prélature est la dernière phase de construction. Les clochers gothiques de l'église sont remplacées en 1729 par de nouveaux clochers simples auxquelles sont attachées des coupoles en bulbe.

## Sécularisation
L'abbaye des chanoines augustins est dissoute en 1803 à la suite de la sécularisation et le dernier prévôt et archidiacre de l'évêché de Chiemsee, Augustin II Fuchs, est destitué. L'abbaye devient la propriété de l'État et est vendue la même année au marchand de Mannheim Carl von Lüneschloß. En 1807, la cathédrale de l'évêché de Chiemsee est rendue profane et en 1808 l'évêché de Chiemsee est aboli.
Entre 1818 et 1820, le marchand munichois Alois von Fleckinger fait démolir les clochers et le chœur de la cathédrale et installe une brasserie dans l'ancienne nef, qui est en activité jusqu'en 1914. Le maître-autel et la chaire sont transmis à l'église Saint-Nicolas de Rimsting (de). L'orgue de Johann Christoph Egedacher (de) va à l'église Saint-Laurent de Tittmoning (de).

## Château de Herrenchiemsee
Les bâtiments de l'abbaye sont transformés en château et servent de siège au domaine de Herrenwörth pour les Flecking. Le comte Paul Maria Vogt von Hunoltstein vit sur l'île de 1840 à 1870. Il les vend à une entreprise de transformation du bois du Wurtemberg qui envisage une déforestation totale. Le roi Louis II de Bavière l'en empêche et achète l'île entière en 1873 pour 350 000 florins. Vers 1875, Louis fait aménager des logements privés dans l'angle sud-est de l'étage princier et conventuel du palais, dont certains peuvent à nouveau être visités aujourd'hui. À partir de 1878, il y fait construire le nouveau château de Herrenchiemsee.
Après la mort de Louis en 1886, le château est ouvert aux visiteurs. Cependant, l'île entière reste propriété de la Couronne. Après la fin de la monarchie le 20 novembre 1918, la propriété de la maison de Wittelsbach est transférée à l'administration de l'ancien domaine de la Couronne (familièrement connu sous le nom d'administration du domaine de la Couronne) par le ministre des Finances Edgar Jaffé. En 1932, l'administration du domaine de la Couronne reçoit le nom d'administration bavaroise des palais, jardins et lacs.
La Convention constitutionnelle se réunit dans l'enceinte de l'abbaye du Vieux Château du 10 au 23 août 1948 pour préparer la Loi fondamentale de la République fédérale d'Allemagne. Une exposition dans le vieux château commémore cet événement. L'ancienne cathédrale insulaire est restaurée à l'instigation des Amis de Herrenchiemsee. Après plusieurs années de rénovation du bâtiment, l'administration bavaroise du château ouvre également temporairement la cathédrale insulaire aux visiteurs depuis 2021.

## Liste des prévôts
1. Sebastian Hartmann, 1131–1134
2. Eberwin (incertain)
3. Hugo (incertain)
4. ConradIer, 1139, 1142
5. Ulrich Ier, 1143, 1172
6. Rudolf, 1179, 1180
7. Engelschalk Ier, 1182
8. Siboto, 1188, 1197
9. Adalbert (Albert), 1198, 1203
10. Conrad II (Arno), 1204, 1216
11. Engelschalk II
12. Heinrich Ier, 1246, 1257
13. Conrad III
14. Friedrich Ier Fronauer, 1287, 1292
15. Gotschalk, 1294, † 1320
16. Otto, 1324, 1333
17. Greimold, 1334
18. Seyfrid, 1335, 1343
19. Heinrich II, 1348, 1364
20. Jakob Ier, 1365
21. Jakob II, † 1366
22. Heinrich III, 1366
23. Conrad IV von Volers, 1371, 1377
24. Johann Ier Ebser, 1380, 1395
25. Nicolaus von Volers, 1401, 1406
26. Stephan Parterhauser, 1409, 1417
27. Ulrich II Haeupel, 1418, 1450
28. Ludwig, 1452, † 1455
29. Ulrich III Mengelschrot, 1455
30. Sigmund von Lindeneck, 1461, 1469
31. Johann II Zuckschwert, 1470, 1491
32. Rupert Ier Pultinger, auch Puetinger, 1498, † 1520
33. Adam, 1526, † 1539
34. Virgilius, 1540, 1541
35. Erasmus Thrayrer, 1543
36. Jakob III., 1553, 1560
37. Christoph, 1562, 1577
Erasmus Koch, administrateur, † 1579
38. Christian Schmidhauer, 1579, 1580
39. Johann III. Dirmadinger, 1583
40. Ulrich IV. Stockher, † 1585
41. Sebastian Sassauer, 1588
42. Martin I. Burkhard, † 1594
43. Johann IV. Jakob Raiger, 1596, 1599, démissionne en 1604
44. Johann V. Rhaem, 1604, † 1623
45. Caspar Spindler, † 1617
46. Augustin I. Dachsner, 1618, † 1627
47. Arsenius Ulrich, 1627–1653
48. Rupert II. Kegel, 1653–1688
49. Sebastian II. Zoller, 1688–1691
50. Jakob V. Mayr, 1691–1717
51. Franz Pichler, 1718–1736
52. Floridus Rapl, 1736–1759
53. Martin Held, 1759–1764
54. Sebastian II. Danner, 1764–1792
55. Augustin II. Fuchs, 1792–1803, mort le 26 mars 1826